# Kenny Anderson
Kenneth "Kenny" Anderson (Queens, Nueva York, 9 de octubre de 1970) es un exbaloncestista estadounidense que disputó catorce temporadas en diferentes equipos de la NBA hasta su retirada en 2005. Con 1,83 metros de altura, jugaba de base.

## Trayectoria deportiva

### High School y Universidad
Con 16 años, y jugando para su instituto en Queens, llegó a ser considerado uno de los mejores jugadores del país, acumulando premios y menciones, siendo considerado el más destacado desde la época de Lew Alcindor. Después de un largo proceso de reclutamiento, Anderson eligió jugar en la Universidad de Georgia Tech, rechazando otros programas deportivos de universidades con más nombre. Jugó allí durante dos temporadas, llevando a su equipo a la Final Four de la NCAA en 1990. Fue elegido en 1990 en el tercer equipo del All-American, y al año siguiente en el primero.
En 1991 se declara elegible para el Draft de la NBA. Promedió 23 puntos, 7 asistencias y 5,3 rebotes por partido.

### NBA
Fue elegido en el Draft de la NBA de 1991 en la segunda posición de la primera ronda por los New Jersey Nets, justo detrás del número 1 Larry Johnson. Fue en ese momento el jugador más joven de la liga. En su primera temporada decepcionó, al no contar demasiado para su entrenador, dándole pocos minutos de juego, y terminando con unos promedios de 7 puntos y 3,2 asistencias por partido. En la siguiente temporada se hizo por fin con el puesto de titular, multiplicando casi por 3 su aportación, que mantendría hasta que en 1996 fuese traspasado a los Charlotte Hornets. A partir de ese momento, inició un peregrinaje por gran parte de las franquicias de la NBA, que le llevó a jugar en Portland Trail Blazers, Boston Celtics, Seattle SuperSonics, Indiana Pacers, Atlanta Hawks y Los Angeles Clippers. Su carrera, a partir del año 2000, fue en picado, aportando cada vez menos a los equipos a los que fue perteneciendo. Se retiró en 2005, después de promediar, en sus 14 años de carrera profesional, 12,6 puntos y 6,1 asistencias.

### Lituania
Probó suerte en Lituania, con el Zalgiris Kaunas, en la temporada 2005-2006, donde ganó el título de liga.

## Estadísticas de su carrera en la NBA

### Temporada regular
| Temporada | Edad | Equipo                 | Liga | P   | TIT | MIN  | TC  | TCA  | %TC  | 3P  | 3PA | %3P  | TL  | TLA | %TL  | R.OF. | R.DEF. | REB | ASIS | ROB | TAP | PER | FP  | PTS  |
| 1991-92   | 21   | New Jersey Nets        | NBA  | 64  | 13  | 17.0 | 2.9 | 7.5  | .390 | 0.0 | 0.2 | .231 | 1.1 | 1.5 | .745 | 0.6   | 1.4    | 2.0 | 3.2  | 1.0 | 0.1 | 1.5 | 1.1 | 7.0  |
| 1992-93   | 22   | New Jersey Nets        | NBA  | 55  | 55  | 36.5 | 6.7 | 15.5 | .435 | 0.1 | 0.5 | .280 | 3.3 | 4.2 | .776 | 0.9   | 3.2    | 4.1 | 8.2  | 1.7 | 0.2 | 2.8 | 2.5 | 16.9 |
| 1993-94   | 23   | New Jersey Nets        | NBA  | 82  | 82  | 38.2 | 7.0 | 16.8 | .417 | 0.5 | 1.6 | .303 | 4.2 | 5.2 | .818 | 1.1   | 2.8    | 3.9 | 9.6  | 1.9 | 0.2 | 3.2 | 2.5 | 18.8 |
| 1994-95   | 24   | New Jersey Nets        | NBA  | 72  | 70  | 37.3 | 5.7 | 14.3 | .399 | 1.3 | 4.1 | .330 | 4.8 | 5.8 | .841 | 1.0   | 2.5    | 3.5 | 9.4  | 1.4 | 0.2 | 3.1 | 2.6 | 17.6 |
| 1995-96   | 25   | TOTAL                  | NBA  | 69  | 64  | 34.0 | 5.1 | 12.1 | .418 | 1.3 | 3.7 | .359 | 3.8 | 4.9 | .769 | 0.9   | 2.0    | 2.9 | 8.3  | 1.6 | 0.2 | 2.1 | 2.6 | 15.2 |
| 1995-96   | 25   | New Jersey Nets        | NBA  | 31  | 28  | 33.6 | 4.6 | 12.3 | .376 | 1.2 | 3.2 | .364 | 4.9 | 6.1 | .803 | 1.2   | 2.1    | 3.3 | 8.0  | 1.7 | 0.3 | 1.9 | 2.4 | 15.3 |
| 1995-96   | 25   | Charlotte Hornets      | NBA  | 38  | 36  | 34.3 | 5.4 | 11.9 | .454 | 1.5 | 4.1 | .357 | 2.9 | 3.9 | .727 | 0.7   | 2.0    | 2.7 | 8.6  | 1.6 | 0.2 | 2.3 | 2.8 | 15.2 |
| 1996-97   | 26   | Portland Trail Blazers | NBA  | 82  | 81  | 37.6 | 5.9 | 13.9 | .427 | 1.6 | 4.5 | .361 | 4.1 | 5.3 | .768 | 1.1   | 3.3    | 4.4 | 7.1  | 2.0 | 0.2 | 2.4 | 2.7 | 17.5 |
| 1997-98   | 27   | TOTAL                  | NBA  | 61  | 56  | 30.5 | 4.4 | 11.0 | .398 | 0.9 | 2.6 | .356 | 2.5 | 3.2 | .789 | 0.6   | 2.2    | 2.8 | 5.7  | 1.4 | 0.0 | 2.3 | 2.2 | 12.2 |
| 1997-98   | 27   | Portland Trail Blazers | NBA  | 45  | 40  | 32.7 | 4.5 | 11.7 | .387 | 1.0 | 3.0 | .353 | 2.5 | 3.2 | .772 | 0.8   | 2.2    | 3.0 | 5.4  | 1.4 | 0.0 | 2.5 | 2.2 | 12.6 |
| 1997-98   | 27   | Boston Celtics         | NBA  | 16  | 16  | 24.1 | 4.0 | 9.2  | .435 | 0.6 | 1.7 | .370 | 2.6 | 3.1 | .837 | 0.2   | 2.3    | 2.4 | 6.3  | 1.6 | 0.0 | 1.8 | 2.3 | 11.2 |
| 1998-99   | 28   | Boston Celtics         | NBA  | 34  | 33  | 29.7 | 4.7 | 10.5 | .451 | 0.2 | 0.7 | .250 | 2.5 | 3.0 | .832 | 0.7   | 2.3    | 3.0 | 5.7  | 1.0 | 0.1 | 2.1 | 2.3 | 12.1 |
| 1999-00   | 29   | Boston Celtics         | NBA  | 82  | 82  | 31.6 | 5.3 | 12.0 | .440 | 1.0 | 2.7 | .386 | 2.4 | 3.1 | .775 | 0.7   | 2.1    | 2.7 | 5.1  | 1.7 | 0.1 | 1.6 | 2.8 | 14.0 |
| 2000-01   | 30   | Boston Celtics         | NBA  | 33  | 28  | 25.7 | 2.7 | 6.9  | .388 | 0.3 | 1.0 | .333 | 1.8 | 2.2 | .831 | 0.5   | 1.7    | 2.2 | 4.1  | 1.3 | 0.1 | 1.6 | 1.9 | 7.5  |
| 2001-02   | 31   | Boston Celtics         | NBA  | 76  | 76  | 32.0 | 4.1 | 9.4  | .436 | 0.1 | 0.4 | .273 | 1.3 | 1.7 | .742 | 0.8   | 2.9    | 3.6 | 5.3  | 1.9 | 0.1 | 1.6 | 2.8 | 9.6  |
| 2002-03   | 32   | TOTAL                  | NBA  | 61  | 2   | 18.6 | 2.7 | 6.3  | .427 | 0.0 | 0.1 | .143 | 0.7 | 0.9 | .789 | 0.5   | 1.7    | 2.2 | 3.2  | 1.0 | 0.1 | 1.2 | 1.7 | 6.1  |
| 2002-03   | 32   | Seattle SuperSonics    | NBA  | 38  | 1   | 18.1 | 2.7 | 6.1  | .440 | 0.0 | 0.1 | .000 | 0.8 | 0.9 | .829 | 0.4   | 1.8    | 2.3 | 3.2  | 1.1 | 0.0 | 0.9 | 1.7 | 6.1  |
| 2002-03   | 32   | New Orleans Hornets    | NBA  | 23  | 1   | 19.4 | 2.7 | 6.5  | .407 | 0.0 | 0.1 | .500 | 0.7 | 1.0 | .727 | 0.6   | 1.3    | 2.0 | 3.3  | 0.8 | 0.2 | 1.8 | 1.9 | 6.0  |
| 2003-04   | 33   | Indiana Pacers         | NBA  | 44  | 31  | 20.6 | 2.6 | 5.8  | .441 | 0.0 | 0.1 | .250 | 0.8 | 1.1 | .729 | 0.4   | 1.4    | 1.8 | 2.8  | 0.6 | 0.1 | 1.1 | 1.7 | 6.0  |
| 2004-05   | 34   | TOTAL                  | NBA  | 43  | 20  | 17.3 | 2.0 | 4.7  | .423 | 0.1 | 0.3 | .462 | 0.6 | 0.9 | .730 | 0.6   | 1.5    | 2.0 | 2.4  | 0.8 | 0.0 | 1.1 | 2.0 | 4.7  |
| 2004-05   | 34   | Atlanta Hawks          | NBA  | 39  | 20  | 18.4 | 2.1 | 4.9  | .426 | 0.2 | 0.3 | .462 | 0.7 | 0.9 | .730 | 0.6   | 1.5    | 2.1 | 2.5  | 0.8 | 0.0 | 1.2 | 2.1 | 5.0  |
| 2004-05   | 34   | Los Angeles Clippers   | NBA  | 4   | 0   | 6.5  | 1.0 | 2.8  | .364 | 0.0 | 0.0 |      | 0.0 | 0.0 |      | 0.3   | 1.0    | 1.3 | 1.3  | 0.0 | 0.0 | 0.8 | 1.5 | 2.0  |
| Total     |      |                        | NBA  | 858 | 693 | 30.1 | 4.7 | 11.1 | .421 | 0.6 | 1.8 | .346 | 2.6 | 3.3 | .790 | 0.8   | 2.3    | 3.1 | 6.1  | 1.5 | 0.1 | 2.1 | 2.3 | 12.6 |

### Playoffs
| Temporada | Edad | Equipo                 | Liga | P  | MIN  | TCA | TC  | 3PA | 3P | TLA | TL | R.OF. | REB | ASIS | ROB | TAP | PER | FP | PTS | %TC  | %3P  | %FT   | MIN  | PTS  | REB | AST |
| 1991-92   | 21   | New Jersey Nets        | NBA  | 3  | 24   | 3   | 9   | 0   | 0  | 2   | 2  | 1     | 3   | 3    | 1   | 0   | 1   | 1  | 8   | .333 |      | 1.000 | 8.0  | 2.7  | 1.0 | 1.0 |
| 1993-94   | 23   | New Jersey Nets        | NBA  | 4  | 181  | 19  | 54  | 3   | 10 | 22  | 33 | 2     | 12  | 27   | 9   | 0   | 9   | 11 | 63  | .352 | .300 | .667  | 45.3 | 15.8 | 3.0 | 6.8 |
| 1996-97   | 26   | Portland Trail Blazers | NBA  | 4  | 169  | 22  | 46  | 5   | 19 | 19  | 20 | 2     | 17  | 19   | 7   | 1   | 11  | 10 | 68  | .478 | .263 | .950  | 42.3 | 17.0 | 4.3 | 4.8 |
| 2001-02   | 31   | Boston Celtics         | NBA  | 16 | 560  | 82  | 197 | 0   | 0  | 28  | 35 | 13    | 50  | 76   | 21  | 0   | 28  | 58 | 192 | .416 |      | .800  | 35.0 | 12.0 | 3.1 | 4.8 |
| 2002-03   | 32   | New Orleans Hornets    | NBA  | 5  | 51   | 4   | 12  | 0   | 0  | 3   | 3  | 0     | 2   | 9    | 3   | 0   | 4   | 6  | 11  | .333 |      | 1.000 | 10.2 | 2.2  | 0.4 | 1.8 |
| 2003-04   | 33   | Indiana Pacers         | NBA  | 4  | 19   | 2   | 7   | 0   | 0  | 0   | 0  | 0     | 1   | 1    | 1   | 0   | 5   | 3  | 4   | .286 |      |       | 4.8  | 1.0  | 0.3 | 0.3 |
| Total     |      |                        | NBA  | 36 | 1004 | 132 | 325 | 8   | 29 | 74  | 93 | 18    | 85  | 135  | 42  | 1   | 58  | 89 | 346 | .406 | .276 | .796  | 27.9 | 9.6  | 2.4 | 3.8 |